# Challenger de Augsburgo 2023
El torneo Schwaben Open 2023 fue un torneo de tenis perteneció al ATP Challenger Tour 2023 en la categoría Challenger 50. Se trató de la 2ª edición; el torneo tuvo lugar en la ciudad de Augsburgo (Alemania), desde el 21 hasta el 26 de agosto de 2023 sobre pista de tierra batida al aire libre.

## Jugadores participantes del cuadro de individuales
| Favorito | País                 | Jugador                    | Rank1 | Posición en el torneo    |
| -------- | -------------------- | -------------------------- | ----- | ------------------------ |
| 1        | Bandera de Argentina | Hernán Casanova            | 242   | Primera ronda, retiro    |
| 2        | Bandera de Líbano    | Benjamin Hassan            | 244   | Cuartos de final, retiro |
| 3        | Bandera de Argentina | Román Andrés Burruchaga    | 254   | Primera ronda            |
| 4        | Bandera de Canadá    | Steven Diez                | 255   | Segunda ronda            |
| 5        | Bandera de Francia   | Manuel Guinard             | 259   | Primera ronda, retiro    |
| 6        | Bandera de Argentina | Santiago Rodríguez Taverna | 269   | Primera ronda            |
| 7        | Bandera de Alemania  | Timo Stodder               | 274   | Semifinales              |
| 8        | Bandera de España    | Nikolás Sánchez Izquierdo  | 279   | Primera ronda            |

- 1 Se ha tomado en cuenta el ranking del 18 de marzo de 2023.

### Otros participantes
Los siguientes jugadores recibieron una invitación (wild card), por lo tanto ingresan directamente al cuadro principal (WC):
- Marvin Möller
- Max Hans Rehberg
- CMarko Topo

Los siguientes jugadores ingresan al cuadro principal tras disputar el cuadro clasificatorio (Q):
- Gianmarco Ferrari
- Hady Habib
- Daniel Masur
- Christoph Negritu
- David Pichler
- Nicolas Zanellato

## Campeones

### Individual Masculino
- Carlos Taberner derrotó en la final a  Oriol Roca Batalla por 6–4, 6–4

### Dobles Masculino
- Constantin Frantzen /  Hendrik Jebens derrotaron en la final a  Constantin Bittoun Kouzmine /  Volodymyr Uzhylovskyi por 6–2, 6–2